# Polski Związek Zachodni

Propagandaplakat von 1936

Der Polski Związek Zachodni (PZZ), zu deutsch Polnischer Westbund, bis 1933 „Związek Obrony Kresów Zachodnich“ (Verband zum Schutz der Westgebiete, ZOKZ), wurde 1921 gegründet. Die Organisation hatte sich zum Ziel gesetzt, national-polnisches Denken und den Anspruch auf Gebiete jenseits der bestehenden Westgrenzen in der Bevölkerung zu verankern. Ihren Sitz hatte die Organisation in der Stadt Posen. Ihr Publikationsorgan war die Zeitschrift Polska Zachodnia. 
Die Arbeit des Verbandes wurde von den Geistlichen des Landes unterstützt. Nachdrücklich billigten diese die Vertreibung von Deutschen und Juden nach Deutschland aus den ehemaligen deutschen Territorien, so dass diese Gebiete vollständig dem Katholizismus zufielen. Traditionell nahmen Geistliche an den organisierten Aufständen teil und gehörten später zu den Mitbegründern des PZZ. Insbesondere exponierte sich dabei der spätere Bischof von Kattowitz, Stanisław Adamski, der auch nach 1945 an führender Stelle im PZZ tätig war.
Nach Eröffnung des Krieges gegen Polen begannen die Nationalsozialisten, die polnische Intelligenzschicht auszuschalten. Bei den Betroffenen handelte es sich um Personen, die im sozialpolitischen Feld aktiv waren, u. a. Gewerkschaftsfunktionäre, Funktionäre national gesinnter Parteien, darunter auch Funktionäre des Polski Związek Zachodni.

## Mitgliederentwicklung
- 1923: 19.133
- 1924: 24.377
- 1925: 17.644
- 1926: 20.100
- 1927: 21.666
- 1928: 23.737
- 1929: 27.798
- 1930: 29.926
- 1931: 32.883
- 1932: 35.302
- 1933: 37.903
- 1934: 50.346

Nach dem Zweiten Weltkrieg ging von ihr die Weiterentwicklung des Polnischen Westgedankens aus.

## Dritte Republik
Nach der politischen Wende in Polen wurde erneut eine Organisation dieses Namens gegründet, die bei der Parlamentswahl 1991 vier Sitze errang. Diese wurden von Ryszard Bogusz (Woiwodschaft Słupsk), Kazimierz Wilk (Woiwodschaft Bielsko-Biała), Janina Kraus und Danuta Wierzbicka (beide Woiwodschaft Kattowitz) errungen. Die Abgeordneten schlossen sich der Fraktion der Konfederacja Polski Niepodległej an. Wierzbicka wechselte jedoch im Laufe der Wahlperiode zur Fraktion „Ruch dla Rzeczypospolitej“.